# TT (cantor)
Tiago Teixeira, mais conhecido como TT, é um cantor, produtor, escritor de canções, performer e compositor português. "Vem Cá", "Dança Este Som", "Lady Deixa-te Levar", "Faz Acontecer" e "Não Há Mais Nada" são os seus temas mais conhecidos.

## Carreira
Denominado homonimamente de TT, o seu primeiro álbum, lançado em 17 de setembro de 2007, atingiu o galardão de Disco de Ouro e inclui sucessos como "Dança Este Som", "Vem Cá", "Lady, Deixa-te Levar" e "Faz Acontecer". Este trabalho conta já com algumas participações em discos de outros cantores e bandas, como a Diana Lucas, os Flow 212, Tekilla, Iniciado, Sam, The Kid, Nuno Guerreiro (Ala dos Namorados).
Como medida do sucesso alcançado pelo cantor revelam-se as mais de 30 milhões de visualizações dos seus videoclipes no Youtube.
Temas de TT, como "Vamos Fazer a Festa", "Dança Este Som", "Não Há mais Nada" ou "Faz Acontecer", fizeram parte da banda sonora da  série de televisão Morangos com Açúcar, da TVI. Já o tema "Lady Deixa-te Levar" pertence à banda sonora da série juvenil  Rebelde Way´, da SIC.
Em 2009 TT lança um novo single "Não Há mais Nada" abrindo caminho ao seu segundo álbum Muito Mais Que Uma Razão. O novo álbum, lançado dia 27 de julho de 2009, contou com várias participações de artistas como Flow 212, Diana Lucas, Tekilla, Daniel Nascimento, Petty ou Sam the Kid.
Em 2010 foi lançado o single "Inevitable", um dueto com a cantora mexicana Dulce María (RBD) numa versão exclusiva para Portugal.
Em 2013 TT começa a apresentar o seu novo apresentando primeiro "Chica Latina", um single e teledisco gravado em Nova Iorque com en:Dollarman, um galardoado cantor caribenho, sediado nos EUA. Lança o single energético "Oh… La!… La!" e após mais dois telediscos decide lançar, em 27 de Novembro de 2013, o seu disco Tem Sido Assim a par de um teledisco e música do tema "Sempre Te Amei".
Já como produtor, compositor e letrista, TT tem feito vários trabalhos com artistas como Soul D, Carlos Costa (Ídolos 3), Jey Gomez, Bruno Mendez ou Lady V.

## Discografia

### TT(2007)
1. Dança Este Som
2. Paradise
3. Junta-te A Mim
4. Vem Cá (Dá-me O Teu Mundo Outra Vez) (feat. Nuno Guerreiro)
5. Lady, Deixa-te Levar (feat. Lady V)
6. Sente O Beat
7. Não Posso Negar Mais
8. Vamos Fazer A Festa (feat. Miguel A)
9. Falar De Ti
10. Stop Onde Vais (feat. Tekilla)
11. O Verão Chegou
12. Não Olhes Para Trás (feat. Nuno Guerreiro)

Reedição do álbum TT Edição especial 2 CD temas novos e remixes.

### Muito Mais Que Uma Razão(2010)
1. La Fiesta (feat. Danny L & Petty)
2. Não Há Mais Nada
3. Mais Que Uma Razão
4. Mama África (feat. Liliana)
5. Tento Chegar A Ti
6. Lisboa, Menina e Moça (feat. Vanessa Silva)
7. Nada Mais
8. Tão Longe, Tão Perto (feat. Sam The Kid)
9. Por Onde Eu Passo (R&B Remix)
10. Até Ao Fim
11. Sim Ou Não (feat. Flow 212)
12. Não Há Nada Igual
13. Entra No Meu Club (feat. Diana Lucas & Tekilla)
14. Levanta-te Do Chão (feat. Iniciado)
15. Rebola Teu Corpo
16. Por Onde Eu Passo
17. Tento Chegar A Ti (Dance Remix)

- TT - TT (Edição Especial 2 CD) - (2008)

- TT - Mais Que Uma Razão (Edição Especial CD+DVD ao vivo) - (2010)

### Tem Sido Assim(2013)
1. Tu Prendeste-me
2. Passo a Noite
3. Sempre Te Amei
4. À Noite
5. Só Pensam No Futuro
6. Tu Marcaste-me Bem
7. Eu Quero-te Aqui
8. Junto a Ti
9. Tem Sido Assim
10. Explosão
11. Mulata
12. Chica Latina (feat. Dollarman)
13. Deixas-me Fora de Mim
14. Oh… La!… La!

### Eu Já Não Sei(2018)
1. Eu Já Não Sei